# Chrysosplenium hebetatum
Chrysosplenium hebetatum är en stenbräckeväxtart som beskrevs av Jisaburo Ohwi. Chrysosplenium hebetatum ingår i släktet gullpudror, och familjen stenbräckeväxter. Inga underarter finns listade i Catalogue of Life.